# Max Lüscher

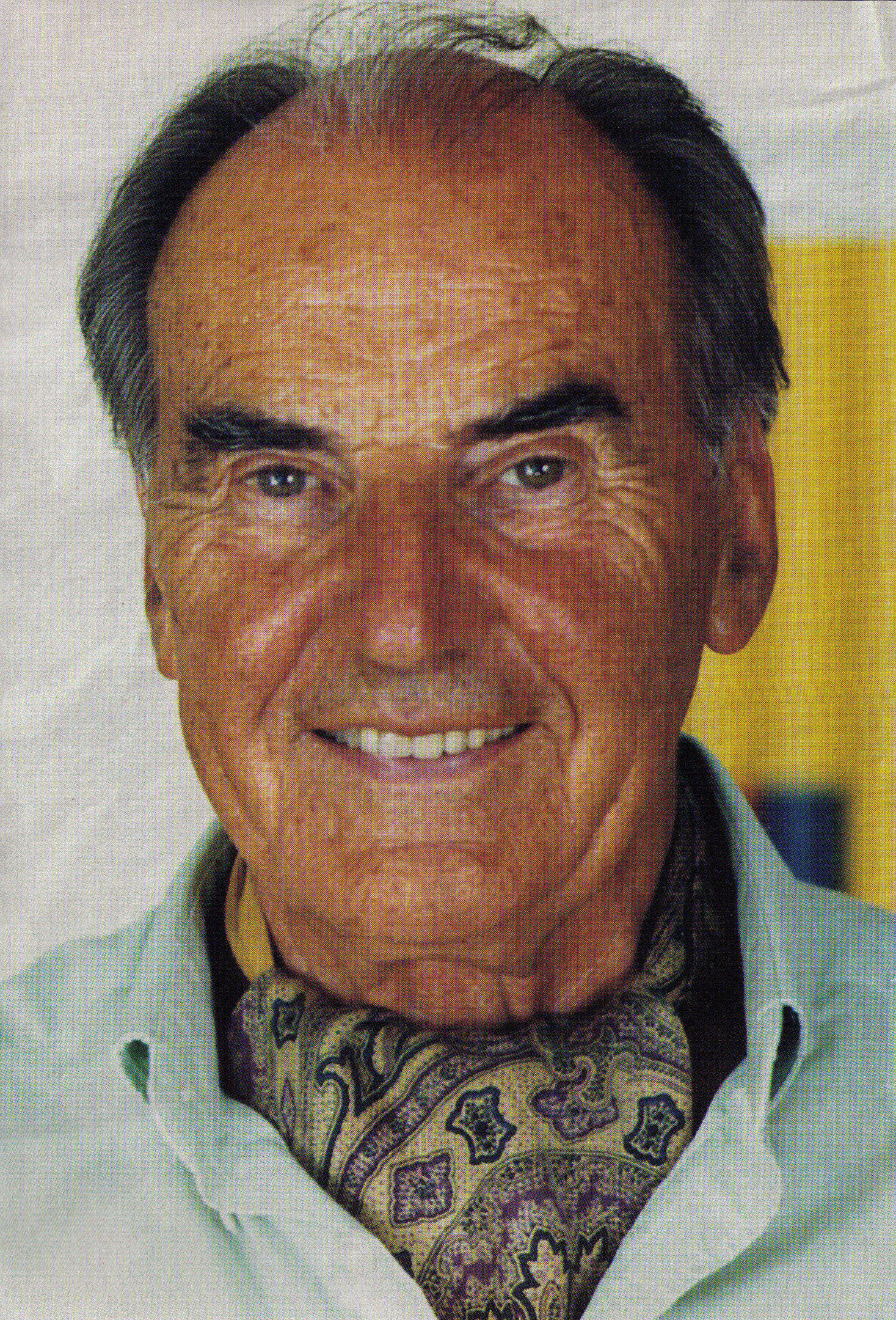
Max Lüscher (2005)

Max Lüscher (* 9. September 1923 in Basel; † 2. Februar 2017 in Luzern) war ein Schweizer Psychologe. Er veröffentlichte 1947 den Lüscher-Farbtest.

## Leben
Max Lüscher absolvierte die schweizerische Maturität im Jahr 1944 und studierte Philosophie und Psychologie und wurde mit einer Arbeit über „Die Farbe als psychodiagnostisches Hilfsmittel“ promoviert. Von 1961 bis 1965 übernahm er Lehrtätigkeiten und Professuren in Basel und Berlin.
Lüscher lebte zuletzt in Luzern, wo er sein „Institut für medizinische Psychodiagnostik“ leitete. Vorrangiges Gebiet seiner Forschungstätigkeit war die Wirkung von Farben auf den Menschen im Hinblick auf psychosoziale Aspekte sowie die Farbpsychologie und -beratung für Industrie und Einzelunternehmen. Lüscher wurde durch Gastvorträge und Seminare international bekannt.
Lüscher war von 1959 bis 1967 mit der Künstlerin Ingeborg Lüscher verheiratet. Seine zweite Frau wurde Ulrike Hennes.

## Werk
1947 veröffentlichte Lüscher erstmals seinen selber entwickelten Farbtest zur Einschätzung von Persönlichkeitsmerkmalen. 2008 hat Lüscher zur Bestimmung von emotionalen Elementen zudem ein System von logischen Kategorien der Regulations-Psychologik veröffentlicht. Diese Elemente hat er nach ihnen zugeschriebenen Eigenschaften definiert, die Gesetzmäßigkeit der kategorialen Psychologik bezeichnete er als Periodisches System der Emotionen. Damit beabsichtigte er ein logisches System der Regulations-Psychologik zur Definition und zum Verständnis der Emotionen, als ein System zur Einordnung unbewusster Motivationen und Verhaltensweisen. Nach seinem System soll es möglich sein, das gesamte Erleben eines Menschen mit sechs kategorialen Verstandes-Begriffen' zu definieren. Dieses kann das Erleben einer Form, einer Farbe, eines Geruches, eines Gesichtsausdrucks oder eines beliebigen Objektes sein. Die emotionalen Strukturen sind nach Lüscher Elemente, welche sich logisch zusammenfügen lassen. Nach Lüscher sind damit nach 24 Aspekten differenzierte und definierte Persönlichkeitsstrukturen vorhanden, die aus der täglichen Erfahrung erwachsen.
Sein Buch Der Lüscher-Test wurde in mehr als 30 Sprachen übersetzt.

## Publikationen (Auswahl)
- Der Lüscher-Test. Persönlichkeitsbeurteilung durch Farbwahl. Rowohlt, Reinbek 1985, ISBN 3-498-03812-5.
- Die Harmonie im Team. Kommunikation durch Umkehr-Denken. Econ, Düsseldorf 1988.
- Das Harmoniegesetz in uns. Ullstein, Berlin 2003, ISBN 3-548-36656-2.
- Der Vier-Farben-Mensch. Ullstein, Berlin 2005, ISBN 3-548-36797-6.